# Teodor II (patriarca)
Teodor II va ser patriarca d'Alexandria en algun moment entre els segles vii i viii (no es coneixen les dates exactes).
Va succeir Pere IV d'Alexandria, i al seu torn va ser succeït per Pere V d'Alexandria.